# Micromandibularia atrimembris
Micromandibularia atrimembris är en skalbaggsart som först beskrevs av Maurice Pic 1936.  Micromandibularia atrimembris ingår i släktet Micromandibularia och familjen långhorningar. Inga underarter finns listade i Catalogue of Life.